# Yerlín Palacios
Yerlín del Carmen Palacios Mesa (* 27. Oktober 1996) ist eine kolumbianische Leichtathletin, die sich auf den Diskuswurf spezialisiert hat.

## Sportliche Laufbahn
Erste internationale Erfahrungen sammelte Yerlín Palacios im Jahr 2015, als sie bei den Panamerikanischen-Juniorenmeisterschaften im kanadischen Edmonton mit einer Weite von 13,53 m den siebten Platz im Kugelstoßen belegte. Im Jahr darauf gewann sie mit 15,13 m die Silbermedaille bei den U23-Südamerikameisterschaften in Lima hinter der Brasilianerin Izabela da Silva und 2018 gewann sie bei den U23-Südamerikameisterschaften in Cuenca mit 14,96 m die Bronzemedaille hinter der Brasilianerin Amanda Scherer und Ailén Armada und auch im Diskuswurf gewann sie mit 48,50 m Bronze hinter Armada und der Brasilianerin Valquiria Meurer. 2021 wurde sie bei den Südamerikameisterschaften in Guayaquil mit 55,07 m Vierte mit dem Diskus. Im Jahr darauf gewann sie bei den Juegos Bolivarianos in Valledupar mit 53,37 m die Silbermedaille hinter der Chilenin Karen Gallardo und belegte im Kugelstoßen mit 15,15 m den sechsten Platz. Im Oktober nahm sie an den Südamerikaspielen in Asunción teil und wurde dort mit 55,39 m Vierte im Diskusbewerb. 
2023 belegte sie bei den Südamerikameisterschaften in São Paulo mit 53,21 m den vierten Platz im Diskuswurf. Im Jahr darauf belegte sie bei den Ibero-Amerikanischen Meisterschaften in Cuiabá mit 16,12 m den achten Platz im Kugelstoßen und gelangte im Diskusbewerb mit 54,34 m auf Rang acht. 2025 gewann sie bei den Südamerikameisterschaften in Mar del Plata mit 55,69 m die Bronzemedaille hinter den Brasilianerinnen Izabela da Silva und Andressa de Morais.
In den Jahren 2018 und von 2021 bis 2024 wurde Palacios kolumbianische Meisterin im Diskuswurf.

## Persönliche Bestleistungen
- Kugelstoßen: 16,15 m, 22. Oktober 2023 in Armenia
- Diskuswurf: 59,43 m, 29. Juni 2024 in Cali